# 駒 (弦楽器)

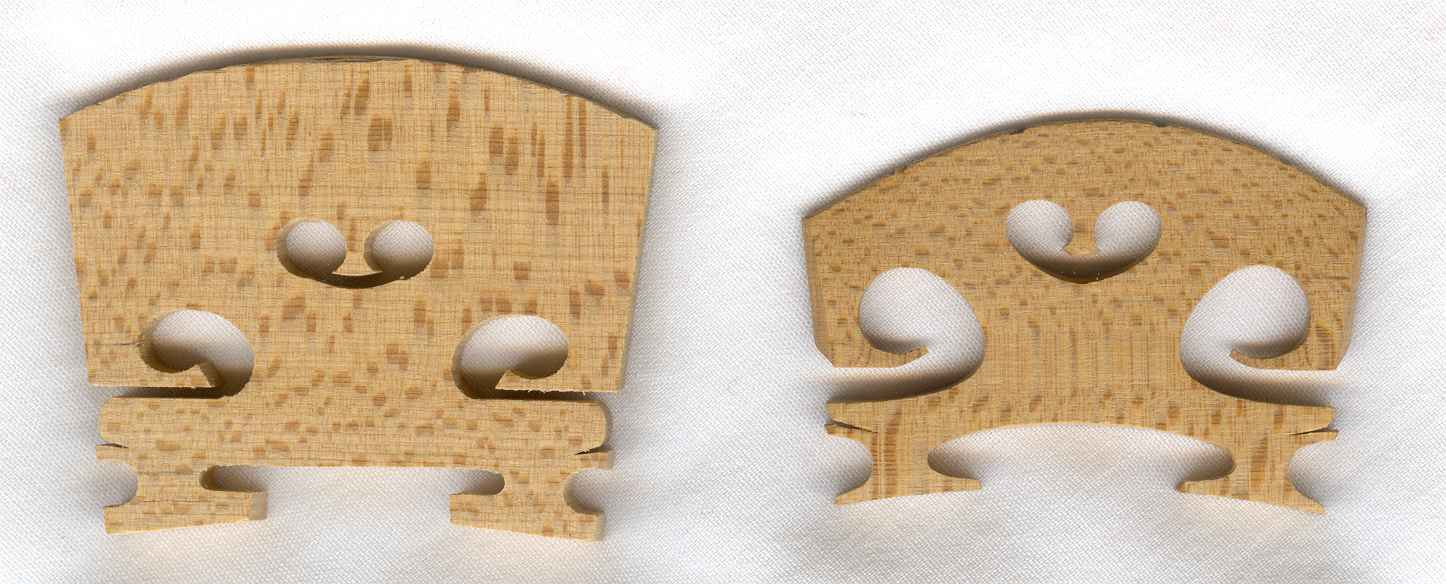
ヴァイオリンの駒 左は未調整／右は使用済み

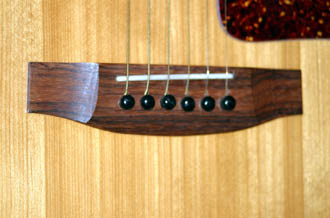
ギターのブリッジ

駒（こま）またはブリッジ（Bridge）とは、弦楽器において弦を楽器本体に接触しない位置で保持し、弦の振動を効率よく共鳴胴または響板に伝える部品である。また、弦の振動長や位置を一定に保つ役目も果たす。
楽器により可動式のものと固定式のものがある。当然、楽器の種類と大きさによって形状、素材、大きさは異なるが一部を除けば上記の目的は同じである。
通常、弦楽器の弦の一端は緒止め（弦を固定する部分）であり、もう一端は糸巻き（張力を加減する軸）であるが、それらは必ずしも、弦の振動端として適切ではない。したがって、緒止めと糸巻きの間に、弦の振動端としてより適切な構造として駒を置く。楽器によっては緒止め側、若しくは中間の駒を特定して指す場合が多く、糸巻き側を区別して「上駒」と呼ぶ場合もある。
- ヴァイオリン属の楽器ではカエデを使う。本体に接着せず弦の圧力で押さえつけられているため、全ての弦を緩めると倒れてしまうほか、手で動かすこともできる。
- ギターの場合はブリッジと呼ばれ、樹脂製の駒が本体に固定されている。かつては象牙製も多かった。
- エレクトリック・ギターの場合は金属製で振動を伝える役目はなく、弦の振動長を一定に保つ役目のみを持つが、テールピースと一体化したトレモロ・ユニットなどで可動にして、振動を意図的に変える構造も有る。
- ピアノの場合は低音部と中高音部の２つに別けて、カエデの長い一枚板を響板に固定している。 (交差弦方法と呼ばれる。)
- 三味線の駒は、三味線音楽の種目により極めて細かく分化、発達しており、材質、大きさ、重さ、構造も種々ある。象牙、水牛・べっ甲・竹・紅木・桑等で作られ、象牙製は稀少であり、構造から大きく分けると、中刳り、中刳り無し、おもり入りに分けられる。これらは主に音色の追求から生じたものである。地唄三味線の駒は上級品は水牛の角を上級とし、べっ甲、象牙を使うこともあり、金、銀、または鉛のおもりを埋め込んで作られるものが多いが、流派によってはおもりがなく幅の広いものを使うところもある。義太夫三味線の駒も水牛角製で鉛のおもりが仕込まれているが、大型で特に高さが地唄駒の数倍ある。長唄三味線の駒は象牙を最上とし、中を刳りぬいた薄い作りのものを使う。小唄では花梨、紫檀などの木製のやや大きめな中刳りの駒が用いられる。津軽三味線では竹製の小さな中刳りの駒が使用されることが多い。地歌の駒ではおもりの金属の種類と重さを基準に、また長唄などでは主に駒の高さや肉厚を基準にいくつもの駒を常備し、曲調、天候、楽器の状態などに応じて駒を使い分けるなど、三味線の駒は世界の弦楽器の中でも非常に発達したものの一つとなっている。また練習用の「忍び駒」と呼ばれる弱音駒もある。
- 箏の場合は緒止め（龍頭）側を「龍角」と呼び、糸巻き（龍尾）側の「雲角」との中間にある駒「柱」(じ) を移動して調弦する。象牙製が最高級とされ、一時期は鯨骨も使われたが、最近は合成樹脂製が多い。
- 二胡の場合は「琴馬」 (もしくは「琴碼」) と呼び、上駒のことを「千金」と呼ぶ。琴馬は黒檀、紫檀、マホガニー、松などで作られ、琴皮に直接付けられる。